# Fort bij IJmuiden

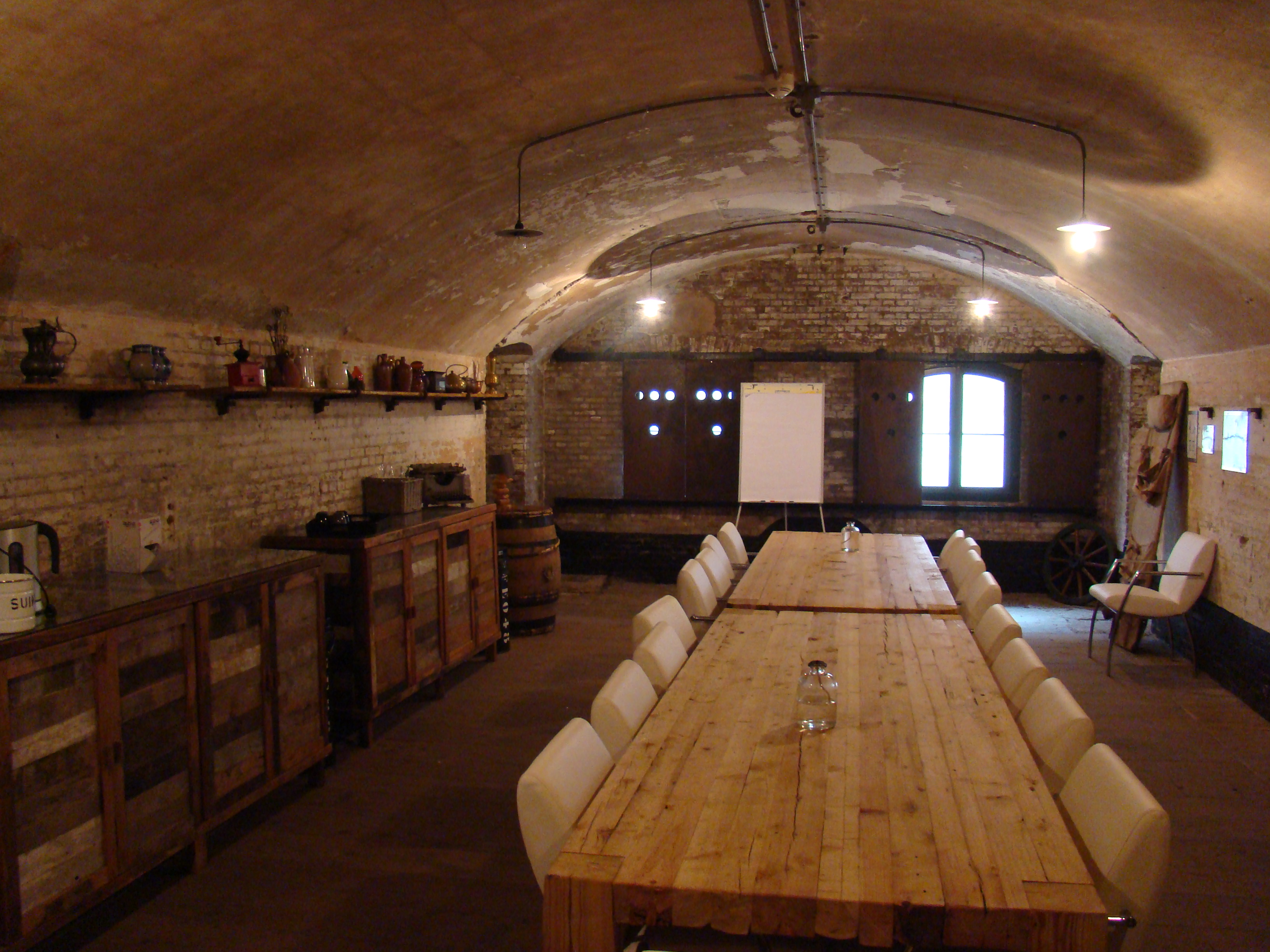
Interieur.

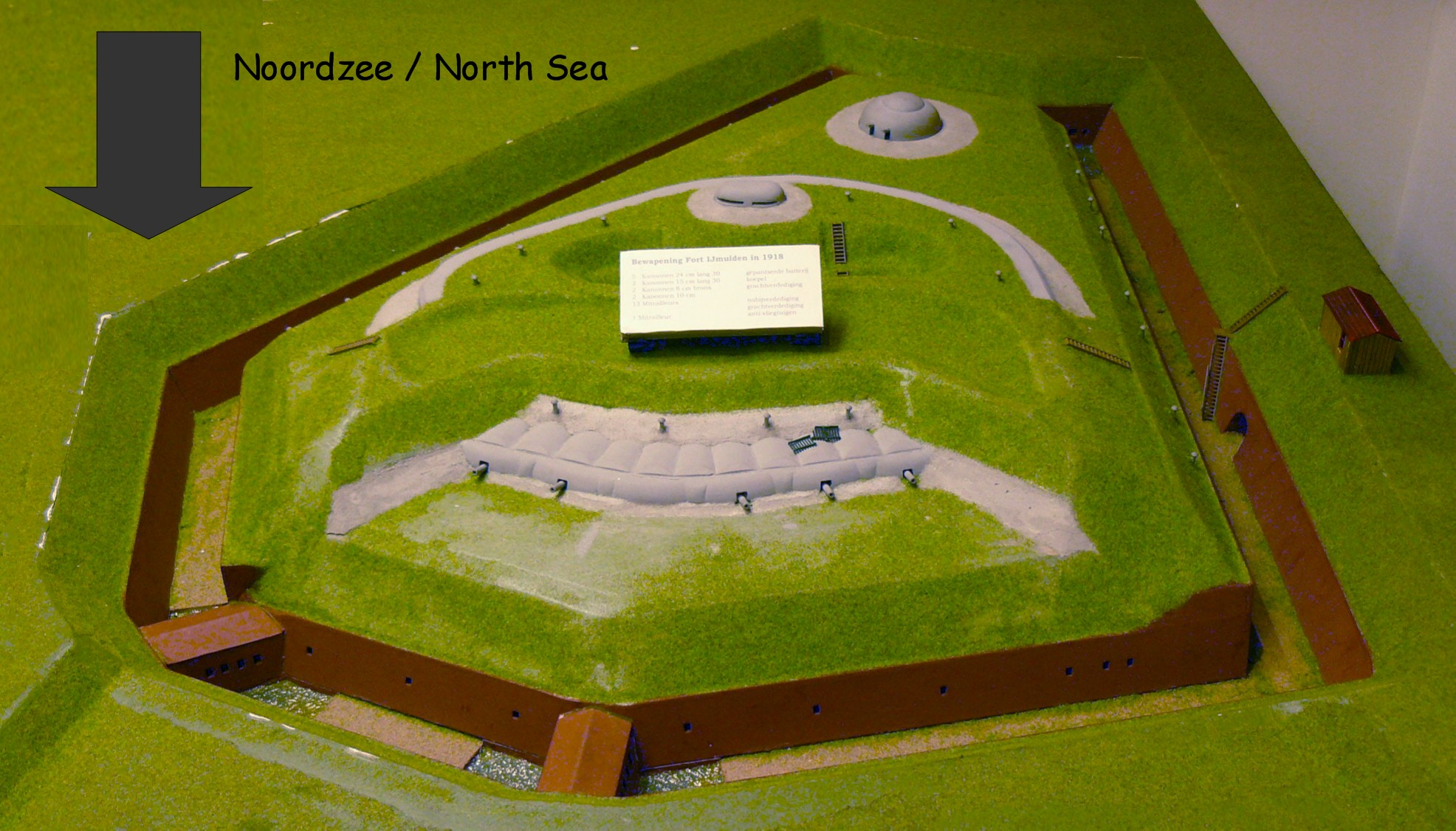
Maquette van Fort bij IJmuiden

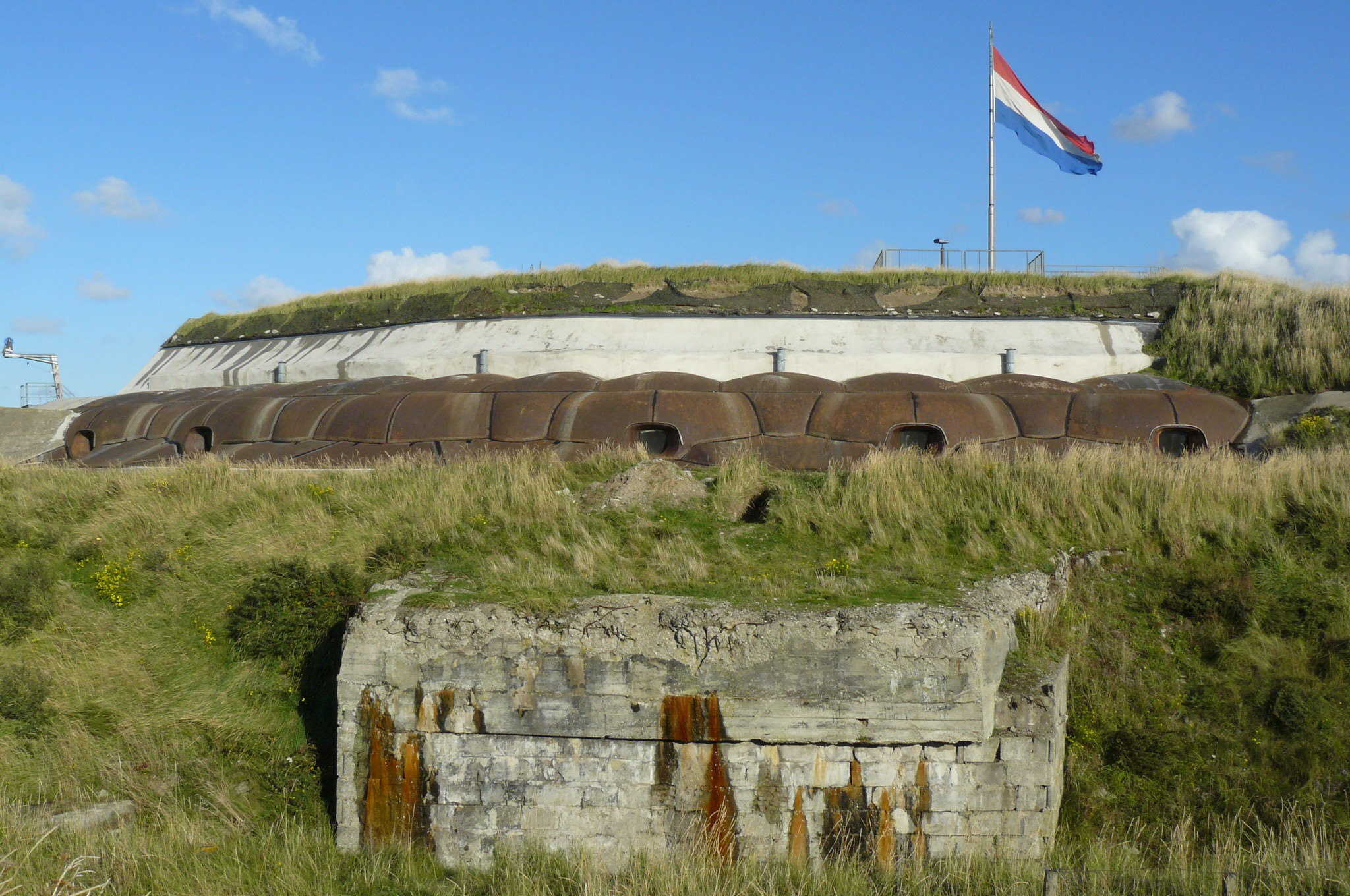
Zicht op pantsergalerij aan de zeezijde

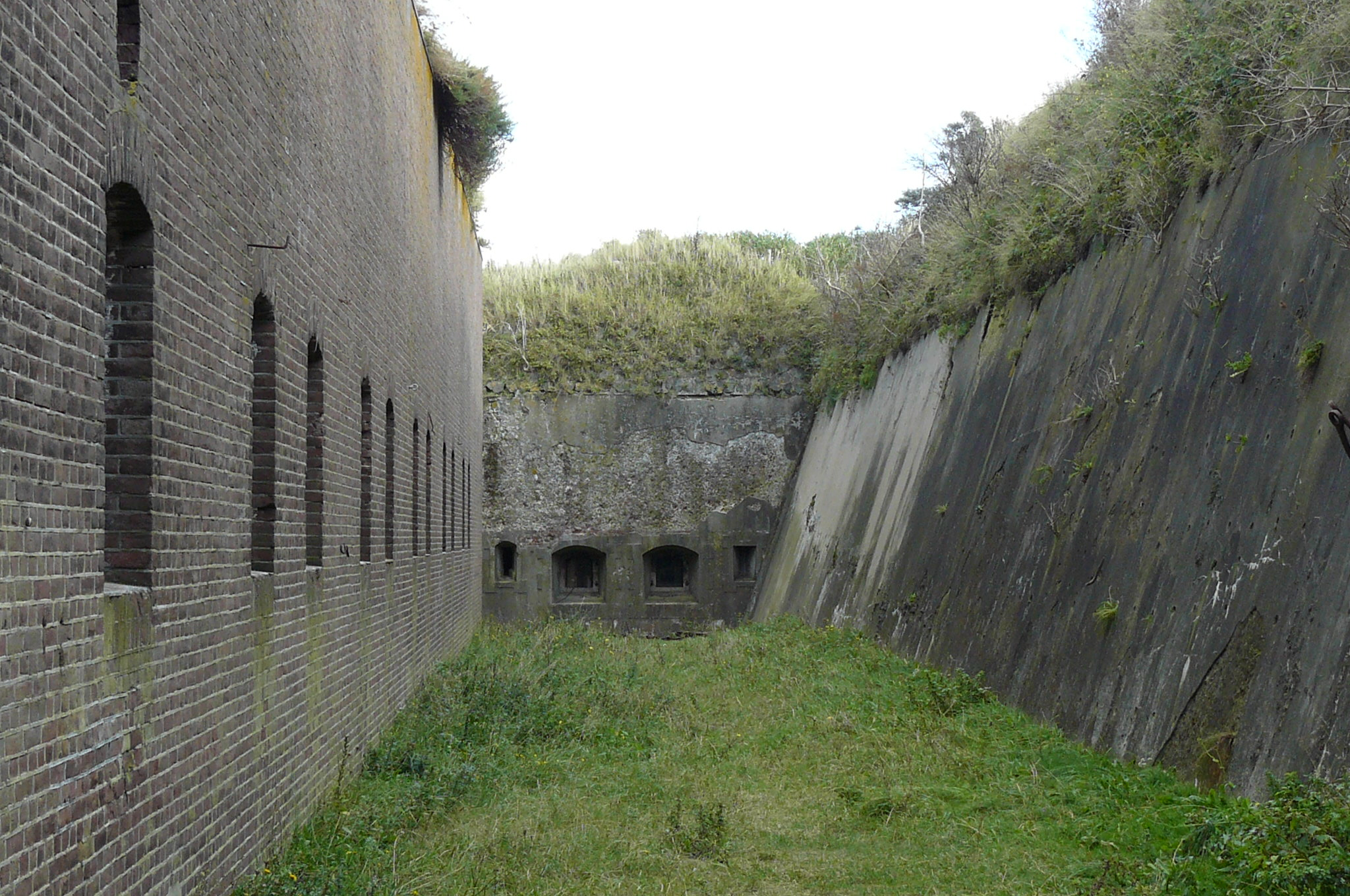
Deel van de droge gracht

Het Fort bij IJmuiden, beter bekend onder de naam Forteiland is een fort van de Stelling van Amsterdam. Het is gelegen in de monding van het Noordzeekanaal bij IJmuiden. Het lag oorspronkelijk aan de noordzijde van het kanaal, maar door de verbreding daarvan in 1929 kwam het op een eiland te liggen.

## Historie
De ontwikkeling van de Stelling van Amsterdam viel in dezelfde periode als de aanleg van het Noordzeekanaal, dat in 1876 werd geopend. De strategische ligging van het kanaal ten opzichte van Amsterdam maakte de verdediging van de toegang tot het kanaal en het bijbehorende sluizen van IJmuiden van groot belang. Bovendien zou het effect van inundatie sterk worden verzwakt als de vijand het Noordzeekanaal zou beheersen. Het Fort bij IJmuiden moest daarom tot de sterkste forten behoren.

### De bouw
Op 10 mei 1870 werd in de Tweede Kamer der Staten-Generaal een voorstel aangenomen om over te gaan tot de bouw van een fort aan de monding van het Noordzeekanaal zodra de werkzaamheden in een vergevorderd stadium zouden verkeren. Kapitein-ingenieur Klinkhamer maakte op 14 juni 1874 de eerste plannen voor het fort, de kosten van aanleg werden begroot op een miljoen gulden. Diverse andere plannen zijn nadien gemaakt, in 1880 kreeg in de ontwerpen het uiteindelijk te bouwen fort gestalte. In 1881 werd met de bouw begonnen en na een bouwperiode van zeven jaar kon het fort in 1888 in gebruik worden genomen.
Het fort kreeg een driehoek als grondvorm, met aan de zeezijde een gepantserde kustbatterij met vijf kanonnen met het kaliber 24 centimeter lang 30. Deze kanonnen bestreken de ingang van het kanaal, een groot deel van de haven en een stuk Noordzee buiten de havenmond. De kanonnen stonden op vaste plaatsen naast elkaar en konden vanuit het midden 35 graden naar links en rechts worden gedraaid. Het maximale bereik was ongeveer 8 kilometer en het penetratievermogen was circa 105 millimeter pantser op zes kilometer afstand. De vuursnelheid was een schot per ongeveer 4 à 5 minuten. Aan de landzijde van het fort was een pantserkoepel aangebracht met daarin twee vuurmonden van 15 centimeter lang 30. Deze koepel kon volledig ronddraaien. Het bereik van deze kanonnen was eveneens circa 8 kilometer, maar ze waren te licht om het op te nemen tegen pantserschepen en dienden vooral voor de verdediging van het fort. Verder waren aanwezig een groot aantal machinegeweren en schietgaten waarachter de bemanning van het fort, circa 300 man, kon schuilen en de vijand bestoken. De Duitse firma Gruson te Bückau-Magdeburg leverde het pantserwerk voor het fort en de kanonnen kwamen uit de fabrieken van Krupp te Essen. De pantserkoepel was gemaakt van gietijzer met een dikte van één meter.
Het fort werd gebouwd in gemetselde baksteen; beton kwam pas tegen het einde van de eeuw in gebruik. Het fort telt drie verdiepingen, waarvan de onderste laag het grootste is. Hier waren de manschappenverblijven, die uitkeken op de droge gracht die om het fort lag. Werd het fort belaagd dan werden de ramen afgesloten met stalen platen met daarin schietgaten. Op het uiteinde van elk van de twee belangrijkste droge grachten stond nog een 8 centimeterkanon opgesteld. Deze konden met kartetsen, een granaat gevuld met schroot of loden kogeltjes, een ware slachting onder aanvallende infanterie veroorzaken. Daarnaast stond er ook een Montigny-mitrailleuse M.83 opgesteld. Op de tweede etage waren met name de opslagplaatsen voor de munitie voor de kanonnen. Op het hoogste niveau waren aan de zeezijde de vijf grote kanonnen geplaatst.

### Eerste Wereldoorlog
In de aanloop naar de Eerste Wereldoorlog werden plannen gemaakt om de Nederlandse kustverdediging te versterken. Voor IJmuiden was een tweede fort, gelegen ten zuiden van het kanaal, in de plannen opgenomen, maar dat werd niet uitgevoerd. Behalve de bescherming van de sluizen en het kanaal tegen aanvallen vanuit zee moesten deze forten ook bescherming bieden tegen een vijand die over land de objecten zou naderen. De polders achter de duinenrij zouden geïnundeerd worden, maar een smalle strook tussen de westzijde van de Stelling van Amsterdam en de Noordzee zou droog blijven. De forten moesten in deze strook een vijandige beweging over het kanaal vanuit het noorden of zuiden verhinderen.
Het bestaande fort voldeed nog aan de eisen, met uitzondering van de zware kanonnen. Het geplande tweede fort zou bewapend worden met twee pantserkoepels met elk twee kanonnen met kaliber 28 centimeter lang 45. Voor de nabijverdediging zouden vier snelvuurkanonnen en diverse mitrailleurs worden geplaatst. Het besluit om het zuidelijke fort te bouwen werd echter niet genomen. De regering stuurde in 1917 wel een voorstel naar de Kamer voor de bouw van een nieuwe schutsluis, de Noordersluis, en de verbreding van het kanaal. De noodzaak voor de uitbouw van de verdedigingswerken werd weerom duidelijk. Diverse voorstellen zijn gedaan, maar een beslissing werd steeds uitgesteld vanwege de hoge kosten en nieuwe militaire inzichten over de meest doeltreffende verdediging.

### Tweede Wereldoorlog
Zowel tijdens de Eerste als de Tweede Wereldoorlog werd het fort in volledige staat van paraatheid gebracht. Na de capitulatie in 1940 gebruikten de Duitsers het fort aanvankelijk als opslagplaats voor munitie. De kanonnen en de geschutskoepel werden als schroot verwerkt. Nadat het Duitse opperbevel in 1941 besloot de Atlantikwall te bouwen kwam de strategische positie van het fort opnieuw in beeld. IJmuiden werd tot "Festung" verklaard en het fort opnieuw met zwaar geschut uitgerust. In totaal werden op het forteiland 37 bunkers gebouwd en daarnaast nog tientallen in de kuststrook ten noorden en ten zuiden van het Noordzeekanaal.
Na de Tweede Wereldoorlog raakte het fort in verval. Het had geen strategische betekenis meer en een deel van het eiland en het fort werd afgebroken ten gunste van de zeevaart op het kanaal. Het duurde tot 1996, toen UNESCO de gehele Stelling van Amsterdam op de Werelderfgoedlijst plaatste, voor er aandacht kwam voor restauratie van het fort.

## Heden

### Huidige functie
Het Fort wordt sinds 2008 gepacht door PBN Sport & Adventure BV. PBN exploiteert het fort voor bedrijfsevenementen en teamtrainingen. Op deze manier maken jaarlijks nog grote groepen mensen kennis met het fort en leren ze elkaar beter kennen om als bedrijf verder te kunnen groeien.   